# Uretră
Uretra (din greacă οὐρήθρα - ourethra) este un tub care conectează vezica urinară cu exteriorul pentru eliminarea urinei din organism.